# Arbeiders Jeugd Centrale
De Arbeiders Jeugd Centrale (AJC) was tussen 1918 en 1959 een socialistische jeugdbeweging, opgericht door de Sociaal-Democratische Arbeiderspartij (SDAP) en het Nederlands Verbond van Vakverenigingen (NVV).
De AJC had tot doel de arbeidersjeugd op te voeden en te ontwikkelen. Het socialistisch cultuurideaal werd gerealiseerd met traditionele omgangsvormen, zonder drank en tabak, en met lichaamsbeweging, volksdans, muziek en lekenspel. De Paasheuvel in Vierhouten was een bekend kampeer- en samenkomstterrein van de AJC. Kaderblad was: De Kern (met bijblad Het Signaal).
Voor het grote aantal brochures, bladen en ander drukwerk dat werd uitgegeven door de AJC, was Fré Cohen (1903-1943) verantwoordelijk voor het tekenen van de omslagen en de lay-out.
Koos Vorrink (1891-1955) was een bezielend leider van de AJC. Van 1927 tot 1934 was hij landelijk voorzitter. Hij vroeg de oud-onderwijzer en musicus Piet Tiggers (1891-1968) voor de opbouw van het muziekwerk in de AJC; diens echtgenote Line Hoven verzorgde het volksdansen op de leiderscursussen.

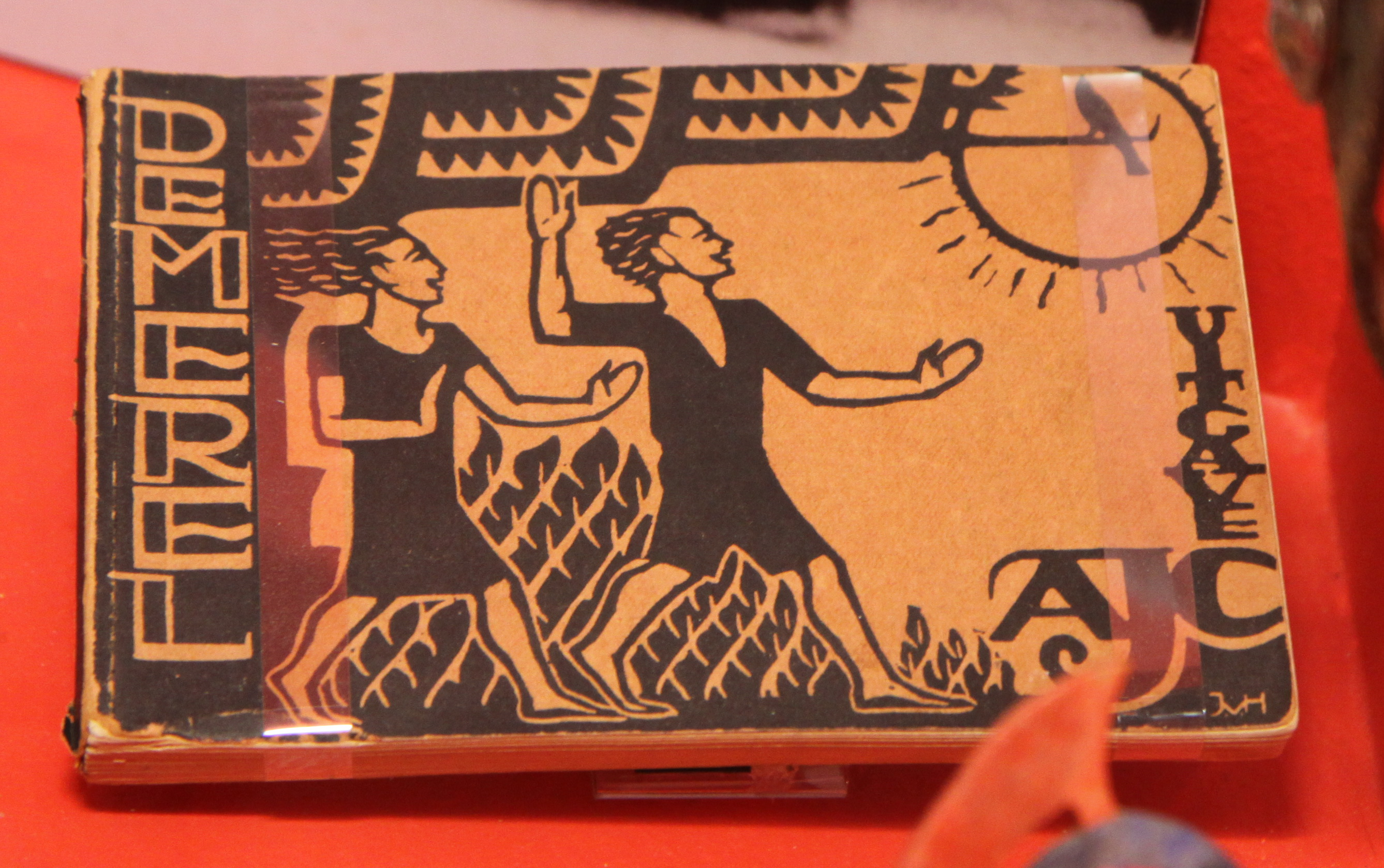
Muziekbundel De merel door Piet Tiggers

De AJC-leden waren verdeeld in Rode Wachten (oudere leden) en Rode Valken, na de Tweede Wereldoorlog "Rode Wachten", Trekvogels en Zwaluwen. Alle groepen hadden hun eigen regels en symbolen.
Aan het begin van de Tweede Wereldoorlog hief de AJC zichzelf op en maakte in 1945 een doorstart. De jongerenorganisatie volgde de SDAP in 1946 niet in de fusie tot PvdA in de Democratische Socialistische Jongeren Vereniging "Nieuwe Koers" en bleef zelfstandig. Na een korte opleving liep in de jaren vijftig het ledental van de AJC sterk terug en in februari 1959 werd besloten de organisatie op te heffen. In maart 1959 werd AJC opgevolgd door Jeugd en Jongeren Centrum "Ruimte". Een deel van de leden was het hier niet mee eens en ging over naar Nivon of naar de Federatie van Jongerengroepen van de Partij van de Arbeid (FJG), de ook in maart 1959 ontstane opvolger van Nieuwe Koers die ook opengesteld werd voor niet PvdA-leden.